# Джардин, Кит
Кит Эктор Джардин (род. 31 октября 1975) — актёр и отставной  американский боец смешанных боевых искусств. Экс-претендент на пояс чемпиона Strikeforce в среднем весе. Джардин был известен тем, что одерживал победы над бойцами высокого уровня на коротком уведомлении. Его самые известные победы были над двумя бывшими чемпионами UFC и членами зала славы UFC, над Чак Лидделлом и Форрестом Гриффином. Опираясь на опыт работы в качестве каскадёра, Джардин зарекомендовал себя как актёр в кино и на телевидении.

## Бокс
Джардин провёл 4 боя в качестве профессионального боксёра. Его профессиональный рекорд составляет 3 победы и 1 ничья. Последний бой закончил вничью против Джейсона Кордовы 20 августа 2004 года.

## Титулы и достижения
- Ultimate Fighting Championship
  - Обладатель премии «Лучший бой вечера» (два раза) против Куинтона Джексона и Мэтта Хэмилла.
  - Обладатель премии «Нокаут вечера» (один раз) против Форреста Гриффина.

## Статистика в смешанных единоборствах
| Боёв 30  | Побед 17 | Поражений 11 |
| -------- | -------- | ------------ |
| Нокаутом | 8        | 6            |
| Сдачей   | 2        | 0            |
| Решением | 7        | 5            |
| Ничьи    | 2        | 2            |

| Результат | Рекорд  | Соперник          | Способ                                    | Турнир                                                           | Дата             | Раунд | Время | Место                           | Примечание                                        |
| --------- | ------- | ----------------- | ----------------------------------------- | ---------------------------------------------------------------- | ---------------- | ----- | ----- | ------------------------------- | ------------------------------------------------- |
| Поражение | 17–11–2 | Роджер Грейси     | Решением (единогласным)                   | Strikeforce: Rockhold vs. Kennedy                                | 14 июля 2012     | 3     | 5:00  | Портленд, Орегон, США           |                                                   |
| Поражение | 17–10–2 | Люк Рокхолд       | Техническим нокаутом (удары)              | Strikeforce: Rockhold vs. Jardine                                | 7 января 2012    | 1     | 4:26  | Лас-Вегас, Невада, США          | Бой за титул чемпиона Strikeforce в среднем весе. |
| Ничья     | 17–9–2  | Гегард Мусаси     | Ничья (большинством судейских голосов)    | Strikeforce: Diaz vs. Daley                                      | 9 апреля 2011    | 3     | 5:00  | Сан-Диего, Калифорния, США      | С Мусаси было снято 1 очко в первом раунде.       |
| Победа    | 17–9–1  | Арон Лофтон       | Техническим нокаутом (удары)              | Fresquez Productions                                             | 4 марта 2011     | 1     | 3:30  | Альбукерке, Нью-Мексико, США    |                                                   |
| Победа    | 16–9–1  | Франсиско Франсе  | Решением (единогласным)                   | Nemesis Fighting: MMA Global Invasion                            | 10 декабря 2010  | 3     | 5:00  | Пунта-Кана, Доминикана          |                                                   |
| Поражение | 15–9–1  | Тревор Прэнгли    | Решением (раздельным)                     | Shark Fights 13: Jardine vs Prangley                             | 11 сентября 2010 | 3     | 5:00  | Амарилло, Техас, США            |                                                   |
| Поражение | 15–8–1  | Мэтт Хэмилл       | Решением (большинством судейских голосов) | The Ultimate Fighter 11 Finale                                   | 19 июня 2010     | 3     | 5:00  | Лас-Вегас, Невада, США          | Лучший бой вечера.                                |
| Поражение | 15–7–1  | Райан Бейдер      | Нокаутом (удар)                           | UFC 110                                                          | 21 февраля 2010  | 3     | 2:10  | Сидней, Австралия               |                                                   |
| Поражение | 15–6–1  | Тиагу Силва       | Нокаутом (удар)                           | UFC 102                                                          | 29 августа 2009  | 1     | 1:35  | Портленд, Орегон, США           |                                                   |
| Поражение | 15–5–1  | Куинтон Джексон   | Решением (единогласным)                   | UFC 96                                                           | 7 марта 2009     | 3     | 5:00  | Колумбус, Огайо, США            | Лучший бой вечера.                                |
| Победа    | 15–4–1  | Брендон Вера      | Решением (раздельным)                     | UFC 89                                                           | 18 октября 2008  | 3     | 5:00  | Бирмингем, Англия               |                                                   |
| Поражение | 14–4–1  | Вандерлей Силва   | Нокаутом (удары)                          | UFC 84                                                           | 24 мая 2008      | 1     | 0:36  | Лас-Вегас, Невада, США          |                                                   |
| Победа    | 14–3–1  | Чак Лидделл       | Решением (раздельным)                     | UFC 76                                                           | 22 сентября 2007 | 3     | 5:00  | Анахайм, Калифорния, США        |                                                   |
| Поражение | 13–3–1  | Хьюстон Александр | Техническим нокаутом (удары)              | UFC 71                                                           | 26 мая 2007      | 1     | 0:48  | Лас-Вегас, Невада, США          |                                                   |
| Победа    | 13–2–1  | Форрест Гриффин   | Техническим нокаутом (удары)              | UFC 66                                                           | 30 декабря 2006  | 1     | 4:41  | Лас-Вегас, Невада, США          | Нокаут вечера.                                    |
| Победа    | 12–2–1  | Уилсон Говеа      | Решением (единогласным)                   | The Ultimate Fighter Finale: Team Ortiz vs. Team Shamrock Finale | 24 июня 2006     | 3     | 5:00  | Лас-Вегас, Невада, США          |                                                   |
| Поражение | 11–2–1  | Стефан Боннар     | Решением (единогласным)                   | UFC Ultimate Fight Night 4                                       | 6 апреля 2006    | 3     | 5:00  | Лас-Вегас, Невада, США          |                                                   |
| Победа    | 11–1–1  | Майк Вайтхед      | Решением (единогласным)                   | UFC 57                                                           | 4 февраля 2006   | 3     | 5:00  | Лас-Вегас, Невада, США          |                                                   |
| Победа    | 10–1–1  | Керри Шолл        | Техническим нокаутом (удары ногами)       | The Ultimate Fighter 2 Finale                                    | 5 ноября 2005    | 2     | 3:28  | Лас-Вегас, Невада, США          |                                                   |
| Победа    | 9–1–1   | Арман Гамбурян    | Сабмишном (рычаг локтя)                   | M-1 MFC: Heavyweight GP                                          | 4 декабря 2004   | 1     | 2:37  | Москва, Россия                  |                                                   |
| Победа    | 8–1–1   | Том Элрайт        | Нокаутом (удары)                          | Independent Event                                                | 13 ноября 2004   | 1     | 2:50  | Нью-Мексико, США                |                                                   |
| Победа    | 7–1–1   | Брайан Бэр        | Техническим нокаутом (удары)              | Venom: First Strike                                              | 18 сентября 2004 | 1     | 2:02  | Хантингтон-Бич, Калифорния, США |                                                   |
| Ничья     | 6–1–1   | Кеичиро Ямамия    | Ничья                                     | Pancrase - Hybrid 8                                              | 4 октября 2003   | 2     | 5:00  | Осака, Япония                   |                                                   |
| Победа    | 6–1     | Джордж Аллен      | Решением (единогласным)                   | KOTC 24: Mayhem                                                  | 14 июня 2003     | 2     | 5:00  | Альбукерке, Нью-Мексико, США    |                                                   |
| Победа    | 5–1     | Аллан Салливан    | Техническим нокаутом (удары)              | KOTC 21: Invasion                                                | 21 февраля 2003  | 2     | 1:56  | Альбукерке, Нью-Мексико, США    |                                                   |
| Победа    | 4–1     | Брайан Пардо      | Нокаутом (удары)                          | KOTC 20 - Crossroads                                             | 15 декабря 2002  | 1     | 1:09  | Берналийо, Нью-Мексико, США     |                                                   |
| Победа    | 3–1     | Филип Прис        | Решением (единогласным)                   | KOTC 14 - 5150                                                   | 19 июня 2002     | 2     | 5:00  | Берналийо, Нью-Мексико, США     |                                                   |
| Поражение | 2–1     | Трэвис Виуфф      | Нокаутом (удар)                           | EC 46                                                            | 16 февраля 2002  | 1     | 0:06  | Кливе, Айова, США               |                                                   |
| Победа    | 2–0     | Эйб Андуджо       | Техническим нокаутом (удары)              | Rage in the Cage 31                                              | 7 ноября 2001    | 1     | 1:20  | Феникс, Аризона, США            |                                                   |
| Победа    | 1–0     | Амир Ранаварди    | Сабмишном (рычаг локтя)                   | GC 5                                                             | 19 августа 2001  | 1     | 2:44  | Денвер, Колорадо, США           |                                                   |

## См.также
- Смешанные боевые искусства
- Список чемпионов Strikeforce
- Список чемпионов UFC